# San Benedetto Po
San Benedetto Po est une commune italienne de la province de Mantoue, dans la région Lombardie.

## Histoire
L'histoire de San Benedetto Po est liée à celle de la grande abbaye bénédictine de Saint-Benoît de Polirone, fondée en 1007 et supprimée en 1797 par Bonaparte.

## Culture
Les bâtiments de l'ancienne abbaye abritent depuis 1977 le Museo Civico Polironiano, l'un des plus importants musées de culture populaire d'Italie.

## Administration
| Période                                  | Période | Identité | Étiquette | Qualité |
| ---------------------------------------- | ------- | -------- | --------- | ------- |
|                                          |         |          |           |         |
| Les données manquantes sont à compléter. |         |          |           |         |

### Hameaux
Bardelle Camatta, Brede, Mirasole, Portiolo, San Siro, Zovo

### Communes limitrophes
Bagnolo San Vito, Borgoforte, Moglia, Motteggiana, Pegognaga, Quistello, Sustinente